# 安房三枝藩
安房三枝藩（あわさいぐさはん）は、江戸時代初期の安房国に短期間存在した藩。1638年に三枝守昌に1万石が与えられて成立したが、守昌の死後に分割相続が行われ、2年足らずで消滅した。『藩史大事典』などでは「三枝守昌領」と呼称される。

## 歴史
三枝氏はもともと甲斐国の豪族であり、戦国時代には三枝虎吉・昌貞（守友）親子が武田信玄・勝頼に足軽大将として仕えた。昌貞は長篠の戦いで戦死しているが、武田氏滅亡後に甲斐を領した徳川氏によって、存命であった虎吉や、昌貞の弟である昌吉、昌貞の遺児である守吉が召し出された。安房三枝藩の藩主となる守昌は昌吉の子である。
『寛永諸家系図伝』に拠れば、三枝守昌は関ヶ原の戦いや大坂の陣において武功を挙げ、徳川忠長に仕えて1万5000石を与えられたが、忠長改易に連座して失脚したという。その後、再び幕臣として召し出されている。寛永15年（1638年）2月8日、守昌は安房国安房郡・平群郡・朝夷郡内に1万石が与えられ、諸侯（大名）に列した。
しかし、翌寛永16年（1639年）閏11月29日に守昌は死去している。跡を継いだ守全（もりあきら）は、遺領1万石のうち3000石を弟の諏訪頼増に分与し、自身は7000石を領する旗本となったため、この藩は立藩から2年足らずで廃藩となった。このため、見るべき治績も無い。
守昌の墓がある智蔵寺（現在の南房総市山名）付近にある御蔵陣屋が、守昌の陣屋であったと考えられている。ただし、北条陣屋（現・館山市北条。北条藩参照）は屋代氏が入る前に守昌の陣屋であったとする資料もある。

## 歴代藩主
三枝家
1万石。譜代。
1. 三枝守昌（もりまさ） 〈従五位下、伊豆守〉